# Diana Kobzanová
Diana Kobzanová (* 24. března 1982 Neuburg) je česká modelka, moderátorka a do odebrání titulu také Miss České republiky roku 2001.
Po zvolení Miss České republiky se koncem roku 2001 odmítla zúčastnit soutěže Miss Europe v Libanonu z důvodu strachu o svou bezpečnost. V roce 2002 se už ale zúčastnila klání Miss Universe v Portoriku. V témže roce navázala partnerský vztah s fotbalistou Martinem Jiránkem, se kterým žila do roku 2006.
V roce 2003 se svlékla pro pornografický časopis Leo, což ji stálo korunku Miss České republiky, kterou po jejím sesazení obdržela Andrea Fišerová. Její vysvlečení mělo s ředitelem soutěže Miloslavem Zapletalem ještě soudní dohru. V roce 2006 a 2007 se podílela jako moderátorka na reality show VyVolení.
Následně v roce 2006 dostala nabídku tentokrát na rádiu Frekvence 1, kde od jara 2007 každou sobotu i neděli moderovala pořad Na titulní straně. Od března 2008 moderovala každý všední den pořad STYL na Frekvenci 1. A od roku 2013 pořad Sport bar Frekvence 1. Od února 2009 moderovala na TV ÓČKO talk show IN-BOX. V roce 2011 představila vlastní talk show Drzá Diana, kterou moderovala až do roku 2014. V létě 2014 oznámila pracovní pauzu.[zdroj?]
V prosinci 2014 porodila Michaelu Frolíkovi dceru Ellu. V dubnu 2018 mu porodila druhou dceru Lily. V březnu 2023 mu porodila třetí dceru Nelly.[zdroj?]